# Sean Elliott
Pour les articles homonymes, voir Elliott.
Sean Michael Elliott, né le 2 février 1968 à Tucson (Arizona) est un joueur de basket-ball américain. Il a disputé 12 saisons en NBA dont 11 sous le maillot des Spurs de San Antonio avec qui il a remporté le titre en 1999. Sean Elliott est devenu en mars 2000 le premier joueur de l’histoire de la ligue à revenir à la compétition après une transplantation rénale.

## Carrière universitaire
Après avoir parfait ses gammes au lycée Cholla de Tucson, Sean Elliott entre à l’Université d’Arizona en 1985. Il y passe 4 années dont la dernière, exceptionnelle, lui vaudra d’être élu meilleur joueur universitaire du pays. Auteur de 22,3 points, 7,2 rebonds et 4,1 passes par match, le jeune ailier se présente à la Draft 1989 de la NBA précédé d'une solide réputation.

## Carrière en NBA
Les Spurs de San Antonio, qui sortent de la plus mauvaise saison de leur histoire, sélectionnent le joueur en 3e position. Associé aux autres néo-Spurs que sont David Robinson et Terry Cummings, Elliott, élu dans la seconde équipe type des débutants, trouve rapidement sa place au sein d’une franchise qui signe la plus grosse progression de l’histoire de la ligue et remporte deux titres de division consécutifs. Invité au NBA All-Star Game 1993, l’ailier quitte les Spurs dès la saison suivante dans le cadre d’un échange avec les Pistons de Détroit incluant notamment Dennis Rodman. Il ne passera qu’une année dans le Michigan avant de retrouver le maillot noir et argent de San Antonio. Il est de nouveau All-Star au cours d’une année 1996 qui restera sa meilleure sur le plan personnel (20,0 points, 5,1 rebonds et 2,7 passes par match). Éloigné des terrains la majeure partie de la saison 1996-1997 tout comme David Robinson, Elliott voit son équipe s’effondrer. L’arrivée de Tim Duncan remet la franchise sur les bons rails et les Spurs rendent le meilleur bilan de la ligue en 1999. Grands favoris pour le titre, les Texans dominent allégrement les phases finales au cours desquelles Elliott marque un panier miraculeux au buzzer, synonyme de victoire lors du 2e match des finales de Conférence face aux Trail Blazers de Portland. Peu après le titre, Elliott annonce publiquement souffrir de graves problèmes rénaux nécessitant une greffe. Opéré avec succès durant l’été, il effectue son retour sur les parquets de la NBA le 13 mars 2000, devenant le premier joueur à retrouver la compétition après une transplantation rénale. Elliott, alors âgé de 32 ans, met un terme à sa carrière professionnelle à la fin de la saison 2000-2001. Il apparaît, à l’époque, dans le top 10 des Spurs pour 7 des 10 catégories statistiques majeures, en étant notamment devenu son tireur à 3 points le plus prolifique. Son maillot numéro 32 a été retiré par la franchise texane le 6 mars 2005.

## Clubs successifs
- 1989-1993 : Spurs de San Antonio.
- 1993-1994 : Pistons de Détroit.
- 1994-2001 : Spurs de San Antonio.

## Palmarès
Universitaire
- John R. Wooden Award en 1989.
- Trophée Adolph Rupp en 1989.

Sélection nationale
- Médaille d'or au championnat du monde 1986.

En franchise
- Champion NBA en 1999 avec les Spurs de San Antonio.
- Champion de la Conférence Ouest en 1999 avec les Spurs de San Antonio.
- Champion de la Division Midwest en 1990, 1991, 1995, 1996, 1999 et 2001 avec les Spurs de San Antonio.

Distinctions personnelles
- Élu dans la NBA All-Rookie Second Team (deuxième équipe type des débutants) en 1990.
- 2 participations au NBA All-Star Game en 1993 et 1996.

Statistiques en carrière : 14,2 points / 4,3 rebonds / 2,6 passes en 742 matches de saison régulière (+ 85 en playoffs).